# SVG Bleiburg
Der Sportverein Grenzland Bleiburg ist ein österreichischer Fußballverein aus Bleiburg in Kärnten. Der Verein gehört dem ASVÖ an. Er spielt in der Landesliga Kärnten, der vierthöchsten Spielstufe Österreichs. Die Vereinsfarben sind schwarz-weiß.

## Geschichte
Der Verein wurde am 10. April 1946 unter dem heutigen Namen SV Grenzland Bleiburg gegründet. Der Hauptinitiator der Gründung war der durch den Zweiten Weltkrieg schwer invalide Karl Blacha. Im Jahre 1954 wurde der Sportplatz errichtet, welcher drei Jahre später offiziell eröffnet wurde. 1957 stieg die Mannschaft das erste Mal auf, nämlich in die 1. Klasse.
Ein Jahr später kam der Wiederabstieg. Erst vier Saisonen später schaffte der SVG den Aufstieg in die 1. Klasse. Sechs Jahre später konnte man den nächsten Aufstieg feiern, diesmal in die Unterliga, der zweithöchsten Kärntner Spielklasse. Dort konnte sich der Verein fünf Jahre halten, bis man schließlich erneut abstieg. Von da an ging es nur mehr bergauf mit dem SVG Bleiburg. 1976 kam der erneute Aufstieg in die Unterliga und 1977 der Aufstieg in die Kärntner Liga. 1991 wurde man zum ersten Mal Kärntner Meister, konnte sich aber in den Relegationsspielen um den Aufstieg in die 2. Division gegen die SV Ried und den SV Flavia Solva Wagna nicht durchsetzen. 1996 kam dann der Aufstieg in die neue Regionalliga Mitte, der der Verein bis 2005 angehörte. Fast wäre man bereits 1996/97 wieder abgestiegen, als es nur zum drittletzten Platz reichte, doch die kurz nach Meisterschaftsende erfolgte Fusion zwischen SK Austria Klagenfurt und dem Villacher SV erlaubte den Klassenerhalt. Seit Anfang der Saison 2006/07 spielt der SVG Bleiburg wieder in der vierthöchsten österreichischen Spielklasse, der Kärntner Liga. Daran konnte auch ein kurzes Gastspiel in der Regionalliga in der Saison 2007/08 nichts ändern.
2011 trat der Vorstand zurück und es konnten für längere Zeit keine Nachfolger gefunden werden. Erst am 28. Juni 2011 konnte mit Daniel Wriessnig, einem ehemaligen vereinstreuen Spieler, ein neuer Obmann präsentiert werden. Im Januar 2012 wechselte der Ex-National- und Grazer-AK-Spieler Roland Kollmann zu den Bleiburgern, wo er nach dem Rücktritt des bisherigen Trainers Miha Kreutz ab 3. April 2012 das Traineramt übernahm. Kollmann übte das Traineramt bis Ende Herbst 2012 aus, danach wechselte er zum Klagenfurter AC 1909. Christian Wölbl übernahm das Traineramt im Frühjahr 2013, ab 31. August 2013 Nedim »Dino« Omerhodzic bis Saisonende 2013/14. Danach wurde wieder Christian Wölbl mit der Aufgabe betraut. Seit der noch im Herbst 2014 ausgetragenen ersten Frühjahrsrunde war Christian Schreiber Trainer. Am 2. August 2015 (nach nur einem Punkt nach zwei Runden) erklärte Schreiber seinen Rücktritt. Sowohl Wölbl als auch Schreiber waren früher Spieler bei Bleiburg. Mit Miha Kreutz, der bereits bis 2012 als Trainer fungierte, wurde am 4. August 2015 ein Nachfolger gefunden.

## Frauenfußball
In der Saison 2006/07 spielten die Bleiburgerinnen in der Kärntner Frauenliga Ost  und erreichten die Relegation zur 2. Liga Mitte/West in der Saison 2010/11. Sie platzierten sich hinter Taufkirchen auf dem 2. Platz und qualifizierten sich nicht für die 2. Liga. Das Team spielte 2019/20 in der Kärntner Frauenliga.